# World Professional Darts Championship 1979
De Embassy World Professional Darts Championship 1979 was de 2e editie van het internationale dartstoernooi World Professional Darts Championship georganiseerd door de BDO en werd gehouden van 2 februari 1979 tot en met 9 februari 1979. In plaats van Nottingham, waar het toernooi vorig jaar gespeeld werd, vond het deze keer plaats in het Engelse Stoke-on-Trent, waar het tot 1985 zou blijven. Een ander verschil met de editie van vorig jaar was dat er geen 16, maar 24 spelers mee deden. De 8 geplaatste spelers kregen een bye in de eerste ronde. De spelvorm veranderde van legs naar sets, waarin een set gespeeld werd over de best of 5 legs.

## Prijzengeld
Het totale prijzengeld bedroeg £15.000,- (plus £12.000 voor een 9-darter (niet gewonnen)) en was als volgt verdeeld:
| Plaats        | Prijzengeld |
| ------------- | ----------- |
| Winnaar       | £4.500      |
| Runner-up     | £2.000      |
| Derde plaats  | £1.500      |
| Vierde plaats | £1.000      |
| Kwartfinalist | £500        |
| 2e ronde      | £300        |
| 1e ronde      | £200        |

## Alle wedstrijden

### Eerste ronde (best of 3 sets)
| Doug McCarthy | Engeland  | - | Charlie Ellix   | Engeland      | 2 - 1 |
| Jim McQuillan | Ierland   | - | Murray Smith    | Nieuw-Zeeland | 2 - 0 |
| Alan Glazier  | Engeland  | - | Andy Green      | USA           | 2 - 1 |
| Ceri Morgan   | Wales     | - | Barry Atkinson  | Australië     | 2 - 1 |
| Tony Clark    | Wales     | - | Bill Lennard    | Engeland      | 2 - 0 |
| Rab Smith     | Schotland | - | Conrad Daniels  | USA           | 2 - 1 |
| Ronnie Davies | Engeland  | - | Tony Sontag     | Engeland      | 2 - 0 |
| Terry O'Dea   | Australië | - | Cliff Lazarenko | Engeland      | 2 - 0 |

### Tweede ronde (best of 3 sets)
| John Lowe       | Engeland  | - | Doug McCarthy | Engeland  | 2 - 0 |
| Jocky Wilson    | Schotland | - | Jim McQuillan | Ierland   | 2 - 1 |
| Nicky Virachkul | USA       | - | Alan Glazier  | Engeland  | 1 - 2 |
| Tony Brown      | Engeland  | - | Ceri Morgan   | Wales     | 2 - 0 |
| Leighton Rees   | Wales     | - | Tony Clark    | Wales     | 2 - 1 |
| Stefan Lord     | Zweden    | - | Rab Smith     | Schotland | 1 - 2 |
| Alan Evans      | Wales     | - | Ronnie Davies | Engeland  | 2 - 0 |
| Eric Bristow    | Engeland  | - | Terry O'Dea   | Australië | 2 - 0 |

### Kwartfinale (best of 5 sets)
| John Lowe     | Engeland | - | Jocky Wilson | Schotland | 3 - 1 |
| Alan Glazier  | Engeland | - | Tony Brown   | Engeland  | 2 - 3 |
| Leighton Rees | Wales    | - | Rab Smith    | Schotland | 3 - 0 |
| Alan Evans    | Wales    | - | Eric Bristow | Engeland  | 3 - 1 |

### Halve finale (best of 5 sets)
| John Lowe     | Engeland | - | Tony Brown | Engeland | 3 - 2 |
| Leighton Rees | Wales    | - | Alan Evans | Wales    | 3 - 1 |

### Derde plaats (best of 3 sets)
| Tony Brown | Engeland | - | Alan Evans | Wales | xxx (*) |

(*) Vanwege ziekte bij Alan Evans werd de wedstrijd niet gespeeld. Tony Brown nam hierom de 3e plaats in.

### Finale (best of 9 sets)
| John Lowe | Engeland | - | Leighton Rees | Wales | 5 - 0 |

World Cup Darts (WDF)

1977 · 1979 · 1981 · 1983 · 1985 · 1987 · 1989 · 1991 · 1993 · 1995 · 1997 · 1999 · 2001 · 2003 · 2005 · 2007 · 2009 · 2011 · 2013 · 2015 · 2017 · 2019 · 2021 · 2023
World Darts Championship (BDO)

1978 · 1979 · 1980 · 1981 · 1982 · 1983 · 1984 · 1985 · 1986 · 1987 · 1988 · 1989 · 1990 · 1991 · 1992 · 1993 · 1994 · 1995 · 1996 · 1997 · 1998 · 1999 · 2000 · 2001 · 2002 · 2003 · 2004 · 2005 · 2006 · 2007 · 2008 · 2009 · 2010 · 2011 · 2012 · 2013 · 2014 · 2015 · 2016 · 2017 · 2018 · 2019 · 2020
World Darts Championship (PDC)

1994 · 1995 · 1996 · 1997 · 1998 · 1999 · 2000 · 2001 · 2002 · 2003 · 2004 · 2005 · 2006 · 2007 · 2008 · 2009 · 2010 · 2011 · 2012 · 2013 · 2014 · 2015 · 2016 · 2017 · 2018 · 2019 · 2020 · 2021 · 2022 · 2023 · 2024 · 2025
World Darts Championship (WDF)

2022 · 2023 · 2024
World Seniors Darts Championship (WSDT)

2022 · 2023 · 2024 · 2025